# Liste der FFH-Gebiete im Landkreis Miltenberg
Die Liste der FFH-Gebiete im Landkreis Miltenberg zeigt die FFH-Gebiete des unterfränkischen Landkreises Miltenberg in Bayern.
Teilweise überschneiden sie sich mit bestehenden Natur-, Landschaftsschutz- und EU-Vogelschutzgebieten.
Im Landkreis befinden sich insgesamt neun und zum Teil mit anderen Landkreisen überlappende FFH-Gebiete.